# Sindo (département)
Pour les articles homonymes, voir Sindo.
Cet article concerne le département et la commune rurale. Pour le village chef-lieu, voir Sindo (Burkina Faso).
Sindo est un département et une commune rurale de la province du Kénédougou, situé dans la région des Hauts-Bassins au Burkina Faso.

## Géographie

### Démographie
- En 2006, le département comptait 17 073 habitants recensés[1].

## Administration

### Villages
Le département et la commune rurale de Sindo est administrativement composé de douze villages, dont le village chef-lieu homonyme :
- Bléni
- Din
- Doh Diassa
- Fama
- Fanfiéla
- Fignana
- Gordaga
- Lérasso
- Niamana
- N'Gorlani
- Sénasso
- Sindo, chef-lieu